# Haematoxylum campechianum
El palo de Campeche (Haematoxylum campechianum), o palo de tinte, es un árbol de la familia de las leguminosas. Es nativo de Mesoamérica, particularmente de la península de Yucatán y en especial del estado de Campeche. De él se obtiene el colorante hematoxilina. El nombre proviene del griego (haima, sangre y xylon, madera), que podría leerse como "madera que sangra". Aparte de para extraer el colorante, su madera se usa para leña y para postes. Las hojas y ramas sirven como forraje. Las flores producen miel. Debido a sus flores atractivas se le utiliza como ornato alrededor de las casas.

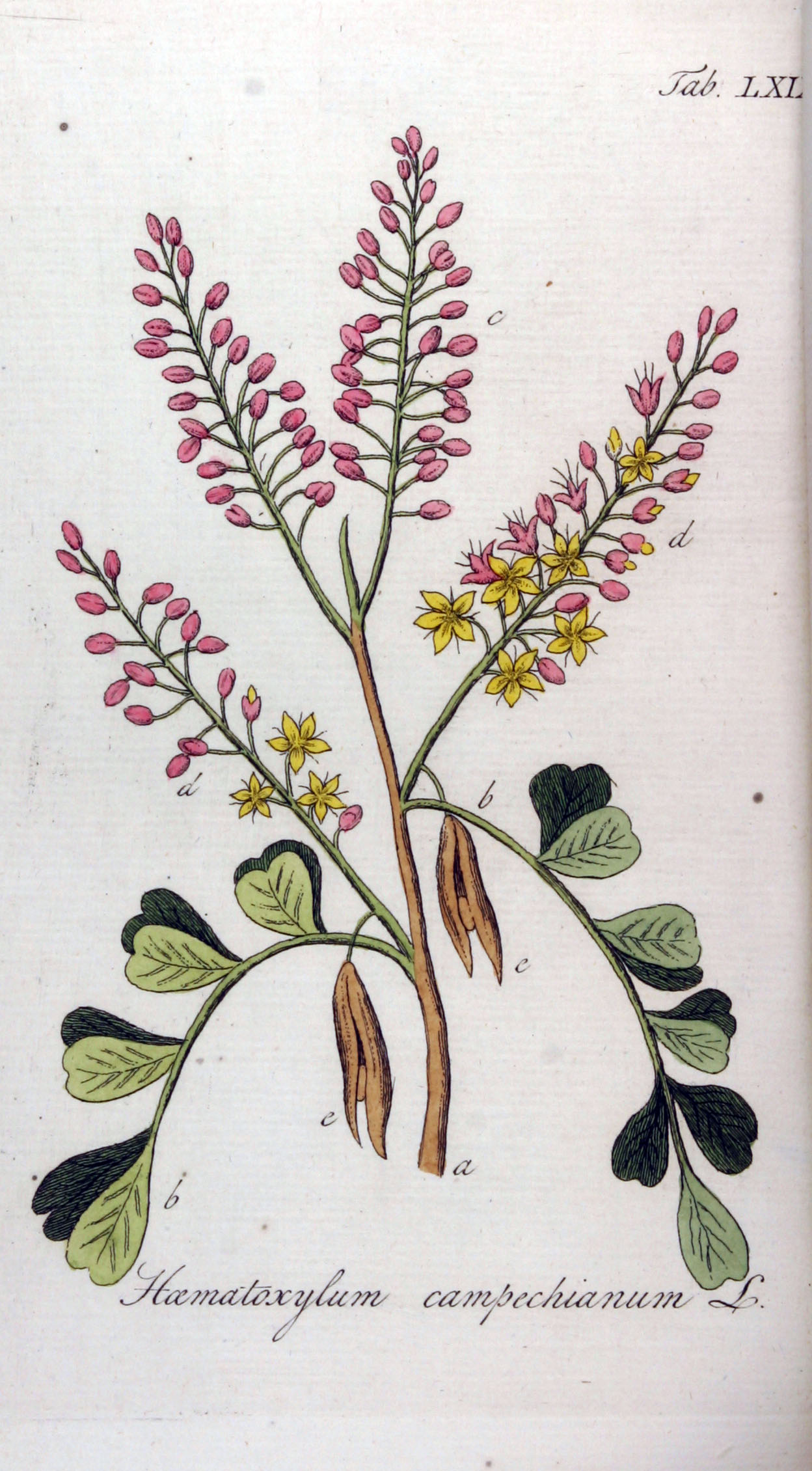
Ilustración

## Descripción
Es un árbol que llega a medir 6 metros de altura. Las hojas de 3-6 cm de largo son alternas, perennes, crasas y obtusas por su base. Las flores tienen cinco pétalos y corola blanca que se juntan en cimas sujetas por un pedúnculo. El fruto es una drupa de 1 cm de largo. Es de advertir que también se encuentra en todas las zonas de la península de La Guajira. No debe confundirse con el dividivi.

## Propiedades
- Es comestible pero de escaso valor alimenticio.
- Usado en el tratamiento de dolores de cólico.
- Utilizado para la fabricación de tintas (Tinta de campeche).

## Usos
Este árbol fue muy importante como fuente para la producción de tinte rojo, negro, marrón y violeta. La madera de este árbol se ha utilizado tradicionalmente para teñir vestidos mezclando el líquido obtenido por decocción de su madera con sulfato de hierro. También se le denomina popularmente  tinto. 
Hacia 1827, el palo de tinte se produjo en mayor cantidad, ya que entonces se utilizaba para teñir de rojo diferentes prendas.

## Taxonomía
Haematoxylum campechianum fue descrita por Carlos Linneo y publicado en Species Plantarum 1: 384, en 1753.

#### Etimología
Haematoxylum: nombre genérico que deriva de las palabras griegas hemato=  "sangre", y xylum= "madera", en referencia a la resina que produce la especie.
campechianum: epíteto geográfico que alude a su localización en Campeche.

#### Sinonimia
- Cymbosepalum baroni Baker
- Cymbosepalum baronii Baker
- Haematoxylon campechianum L.[3][4]